# Foire internationale Rachid-Karamé de Tripoli
La foire internationale de Tripoli, également appelée Foire Rachid-Karamé, du nom de l'homme politique libanais assassiné, est un vaste ensemble architectural conçu au début des années 1960 par l'architecte brésilien Oscar Niemeyer et localisé à Tripoli, deuxième ville du Liban et sa métropole du nord.

## Contexte
Durant la période de prospérité que connait le Liban durant les années soixante, sous les présidences successives de Camille Chamoun et de Fouad Chéhab, le lancement d'un grand projet d'une foire commerciale localisée à Tripoli a pour vocation de développer économiquement le nord du pays et d'ancrer dans le Liban cette ville dont le rattachement ne résulte que de partages arbitraires de frontières dans le cadre de la décolonisation.
Dans ce contexte il est fait appel à l'architecte Oscar Niemeyer qui, sur commande de l'état brésilien vient d'édifier ex nihilo sa capitale fédérale en vue de rééquilibrer le développement urbain de ce pays.
Situé au sud-ouest de Tripoli, entre son centre-ville, son port et une autoroute, le champ de foire s'étend sur près de 756 000 mètres carrés et comprend à son origine un espace d’exposition principal en forme de courbe, ainsi que divers bâtiments tels que théâtres, restaurants, salles de concert, bassins et espaces verts. 
Conçu à une époque où prospère le panarabisme, le projet vise à promouvoir le patrimoine de plusieurs états arabes du Proche-Orient et en symboliser leurs échanges culturels. De 700 m de large et de 700 m de long, les dimensions hors normes du bâtiment principal d'exposition illustrent l'ambition de rayonnement économique dévolue au projet. La foire devait en effet accueillir jusqu’à deux millions de visiteurs par an et contribuer ainsi à revitaliser Tripoli. Au fil des décennies, elle n’a cependant jamais pleinement rempli cette fonction originelle, étant peu utilisée pour des événements majeurs. Construite de 1962 à 1967, elle ne fut ouverte qu'en 1975, sans avoir été inaugurée, et son activité aussitôt mise en sommeil en raison de la guerre civile débutant cette même année.

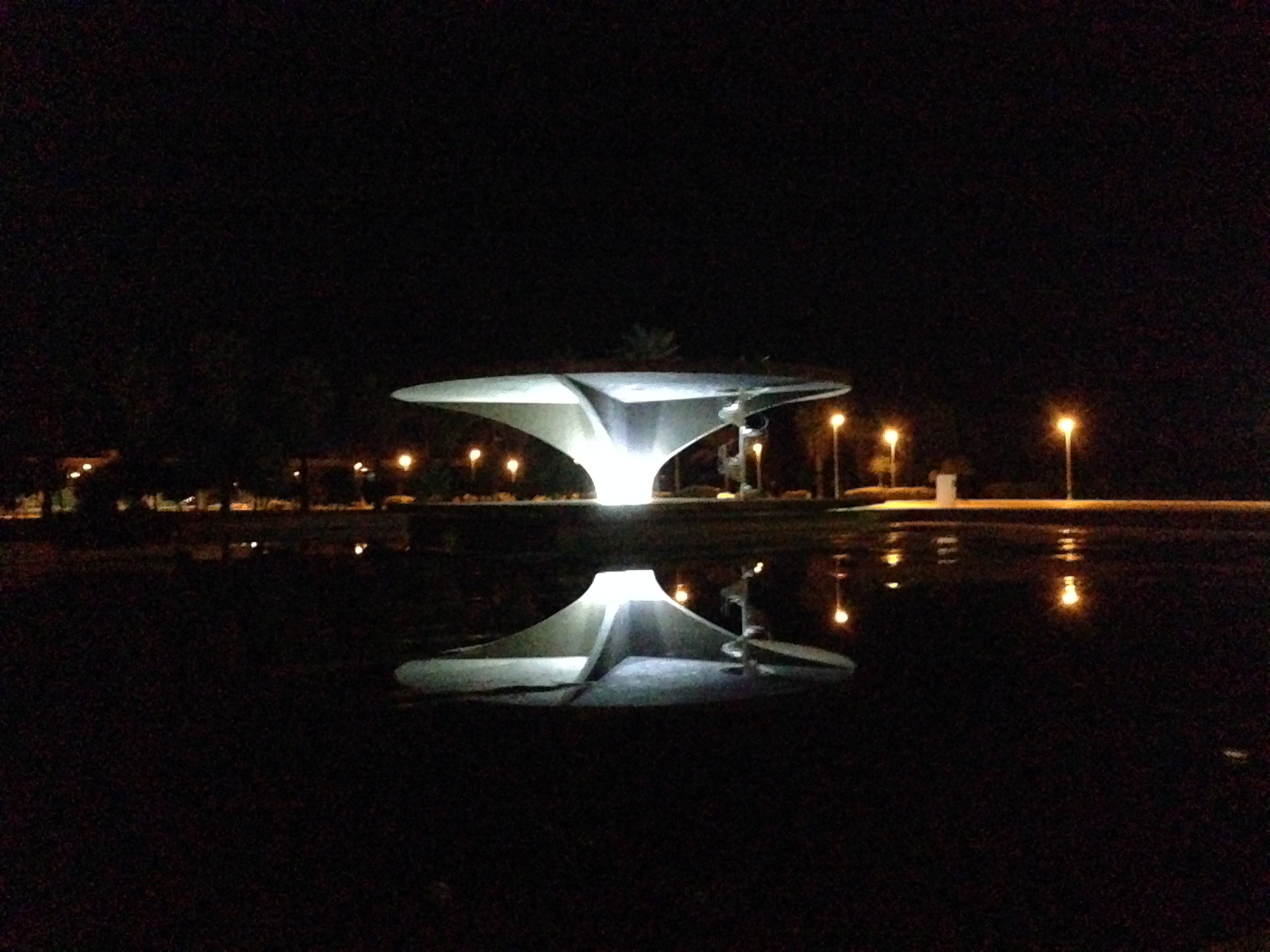
Vue nocturne de l'héliport.

## Constructions
L’ensemble des bâtiments se place dans un agréable parc d’espaces verts, agrémenté de miroirs d’eau, conçu et réalisé par le paysagiste brésilien Roberto Burle Marx. Ses réalisations sont intimement liées à l’œuvre de son compatriote Oscar Niemeyer.
L'entrée principale du champ de foire s’ouvre sur le bâtiment du centre d’affaire et de ses bureaux. Lui succèdent :
- la grande salle d'exposition dispose de 20 000 mètres carrés d'espace intérieur et de 40 000 mètres carrés en extérieur. Sa forme incurvée, en forme de boomerang ou de banane, est caractéristique de l’œuvre de Niemeyer, partisan de la courbe en architecture ;
- le pavillon libanais, bâtiment surélevé entouré d’un bassin permettant un effet de miroir, comprend des cours intérieures et des arches en ogive symétriques inspirées de l’architecture de la maison libanaise ;
- la monumentale arche couronnait une rampe pouvant recevoir 1200 spectateurs réunis dans un espace de théâtre de plein air entouré de bassins d’eau ;
- le dôme doté d’une exceptionnelle acoustique était destiné à abriter des spectacles de théâtre expérimental.
- l’héliport en forme de fleur à corolle était destiné à accueillir les personnalités. La structure de son escalier en colimaçon demeure encore présente quoique aujourd’hui fortement corrodée ;
- la  pyramide à huit pans  édifice octogonal dont la fonction était à la fois d’accueillir les enfants dans une garderie et les adultes dans une salle de prières ;
- la tour-château d’eau de 25 m de hauteur, dotée à l’origine d’une salle circulaire de restaurant panoramique domine toujours le champ de foire.

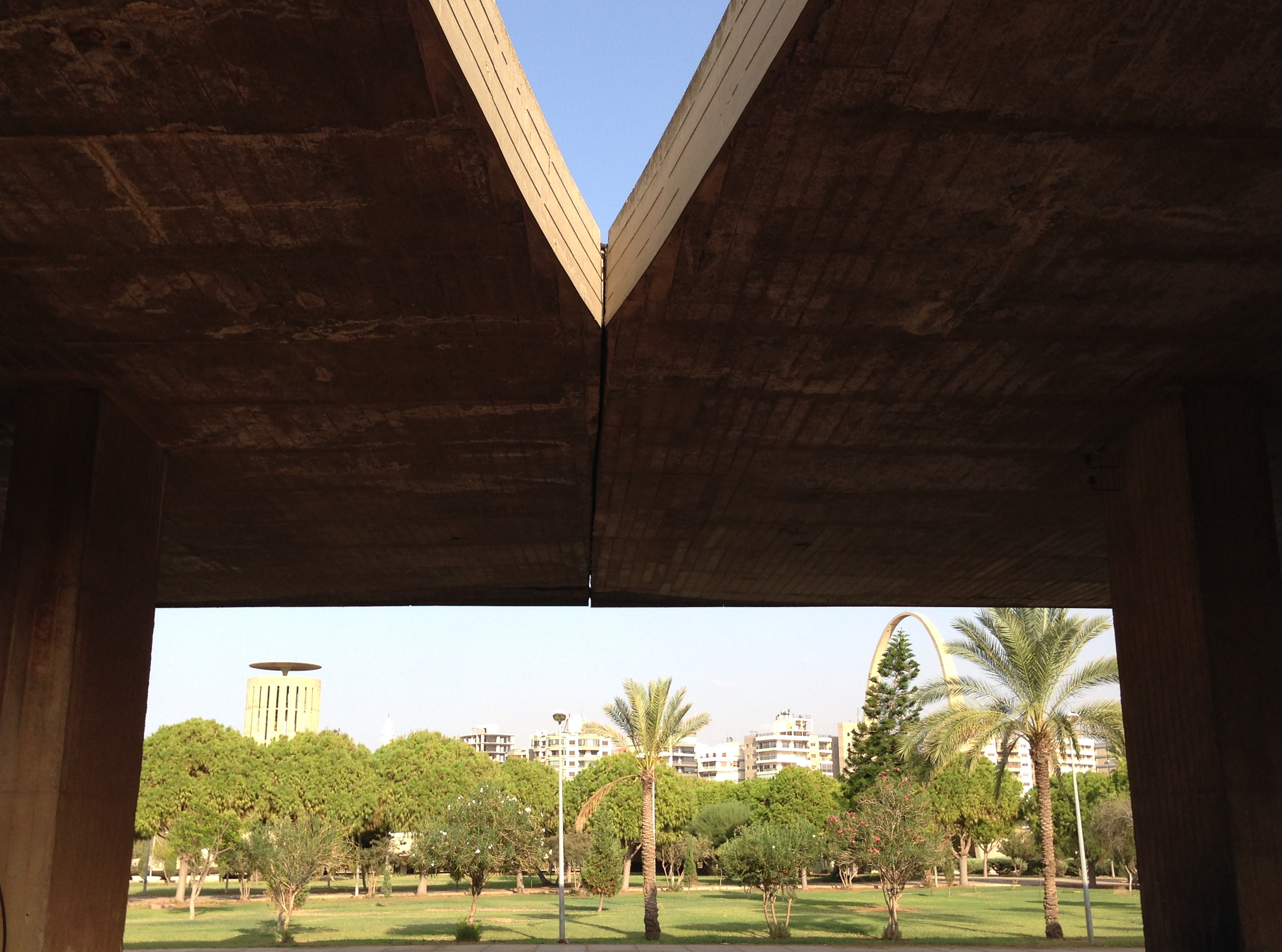
Jardins.

## Dégradation
La foire a subi un progressif déclin, notamment en raison de la guerre civile libanaise (1975-1990), durant laquelle ses structures ont été endommagées ou utilisées à des fins militaires par l'armée syrienne durant son occupation du Liban. Depuis la fin du conflit, des projets de restauration ou de réutilisation ont été envisagés mais aucun ne s'est jusqu'alors concrétisé, laissant le site dans un état avancé de délabrement suscitant de multiples alertes. Le site fut occasionnellement utilisé pour des manifestations culturelles.

## Classement et préservation
En raison de son état alarmant de conservation, au regard notamment de la corrosion des structures en acier et du vieillissement du béton, la Foire internationale de Tripoli est inscrite en 2023 sur la liste du patrimoine mondial en péril de l’UNESCO,
Cette reconnaissance vise à ouvrir la voie à une assistance technique et financière pour la préservation du site
Afin de respecter le plan de gestion du site édicté par l'UNESCO le ministre libanais de la Culture Ghassan Salamé, en avril 2025, interrompt par décret les travaux de rénovation entrepris localement.
, la dégradation du bâti soulève d'amples questions sur la valorisation du patrimoine architectural majeur du pays et sur la nécessité politique de préserver son héritage culturel et historique symbole d'un Liban moderniste et prospère tandis que l'état libanais demeure économiquement vulnérable dans un contexte régional toujours instable.

## Galerie de photos

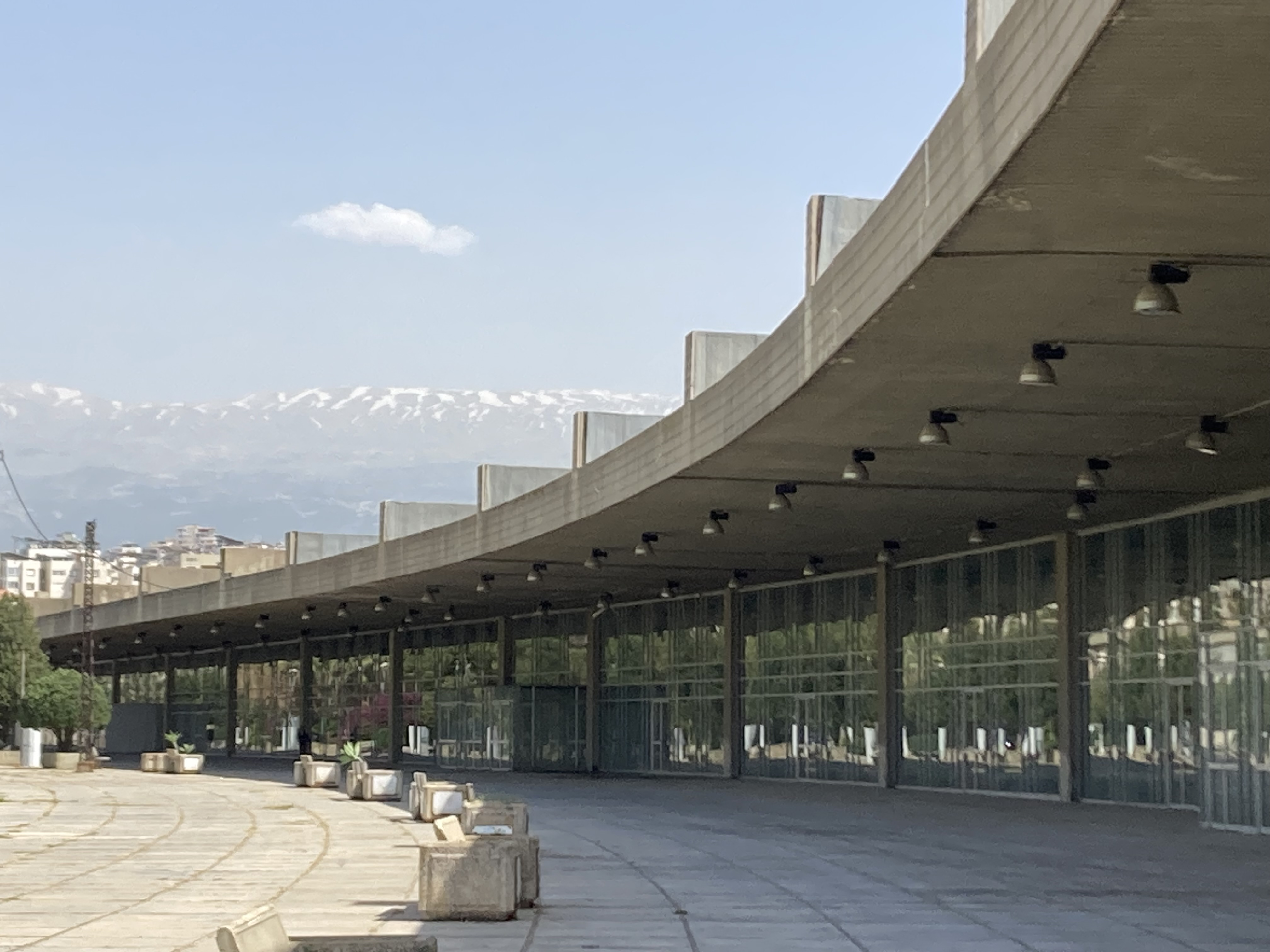
Bâtiment incurvé d'exposition.
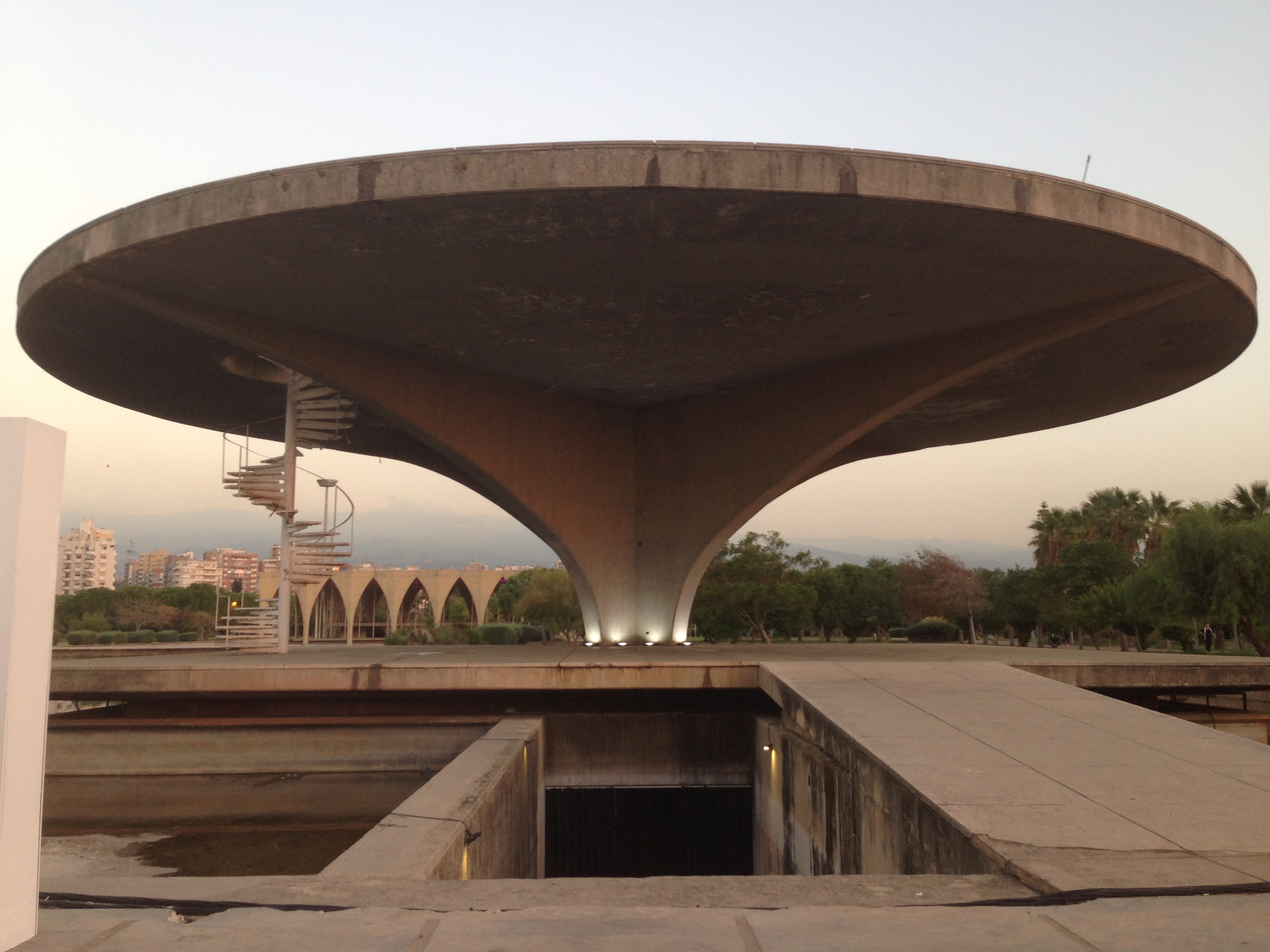
L'héliport.
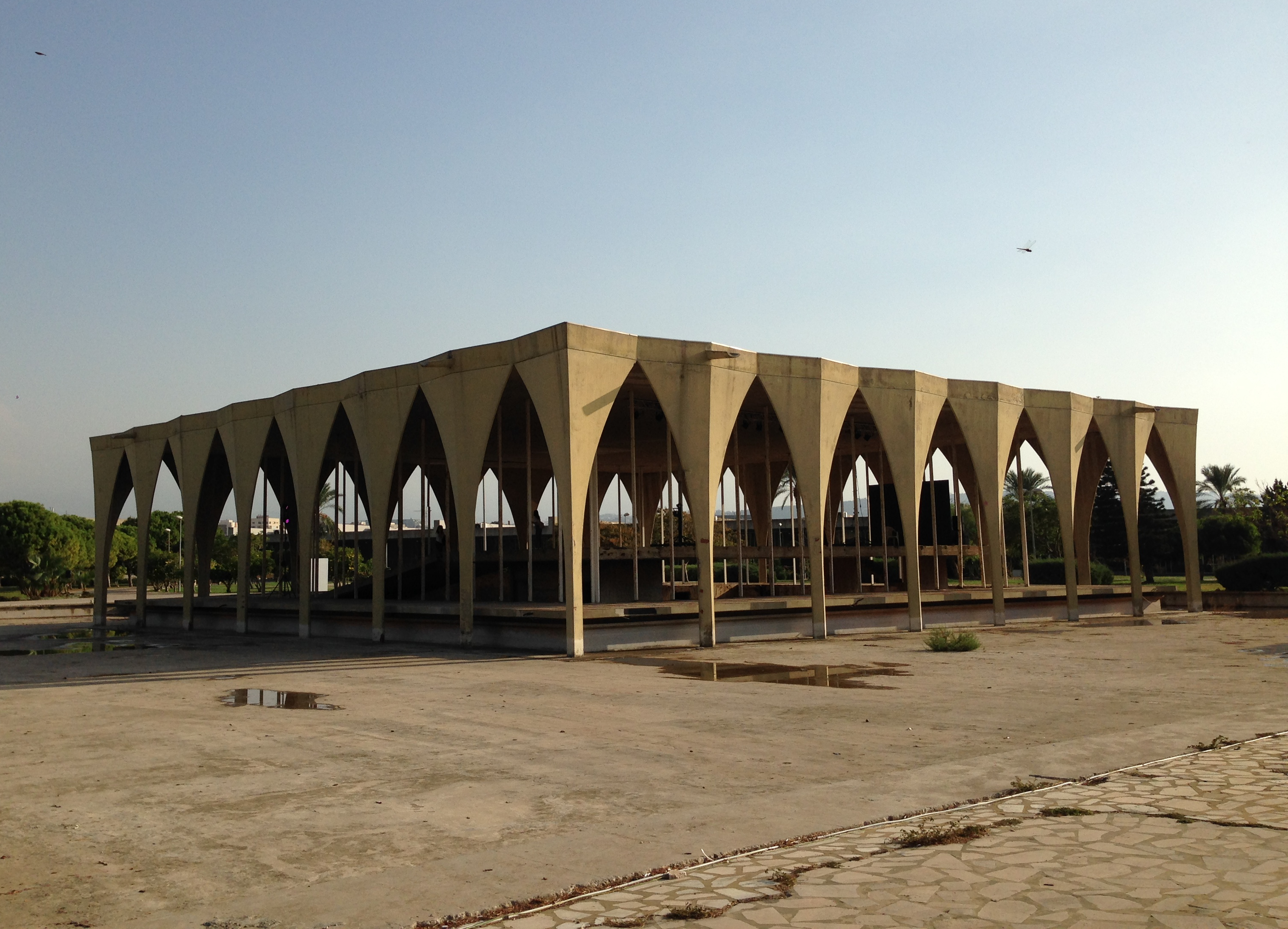
Le pavillon libanais.
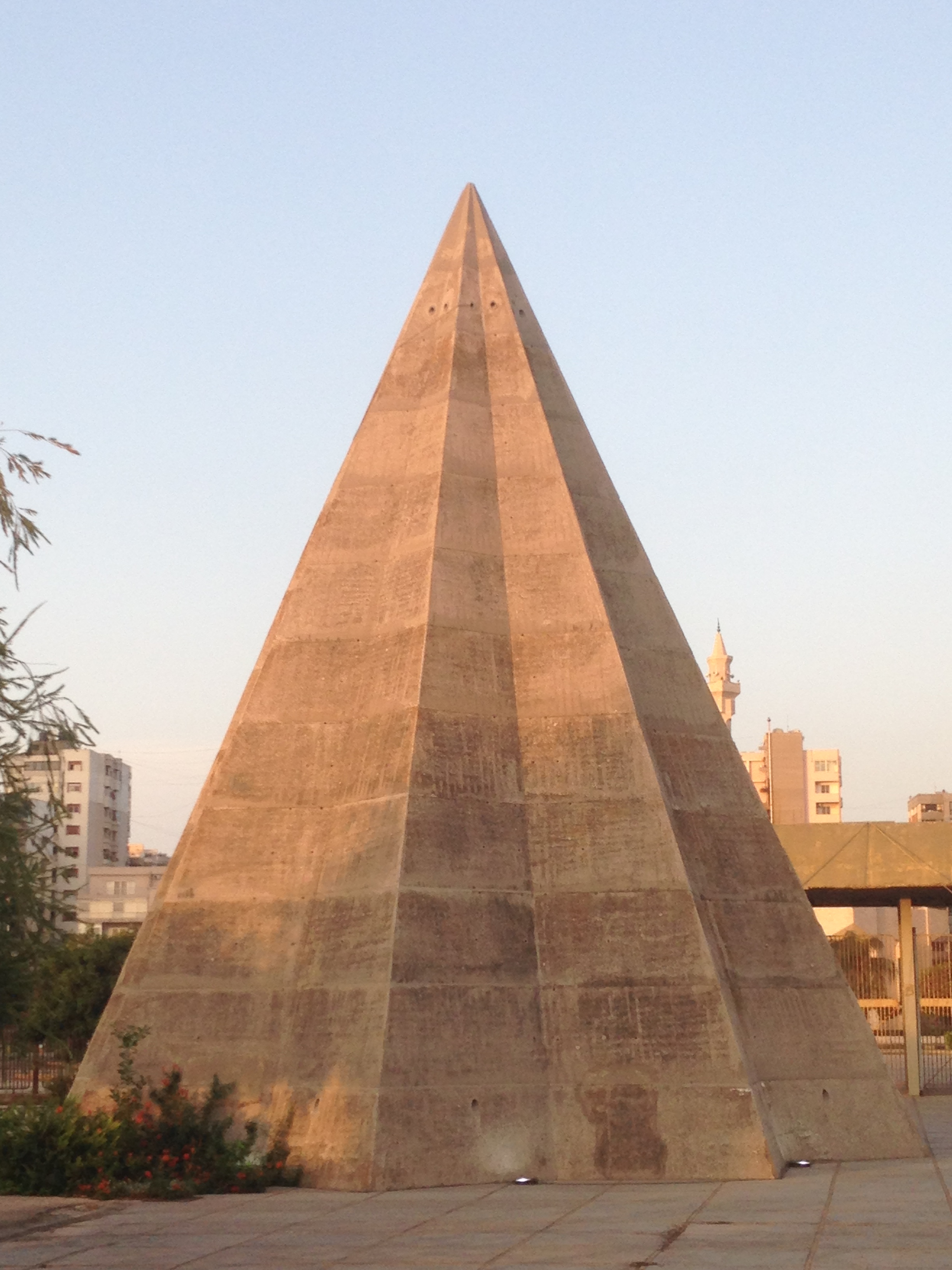
La pyramide.
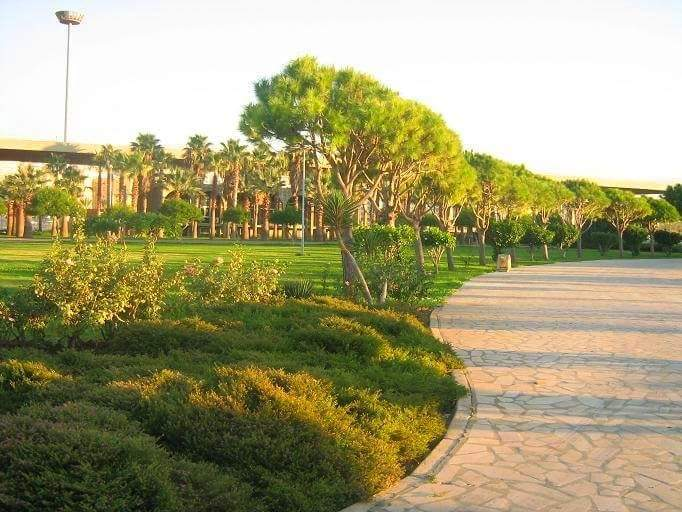
Les jardins, écrin de verdure.
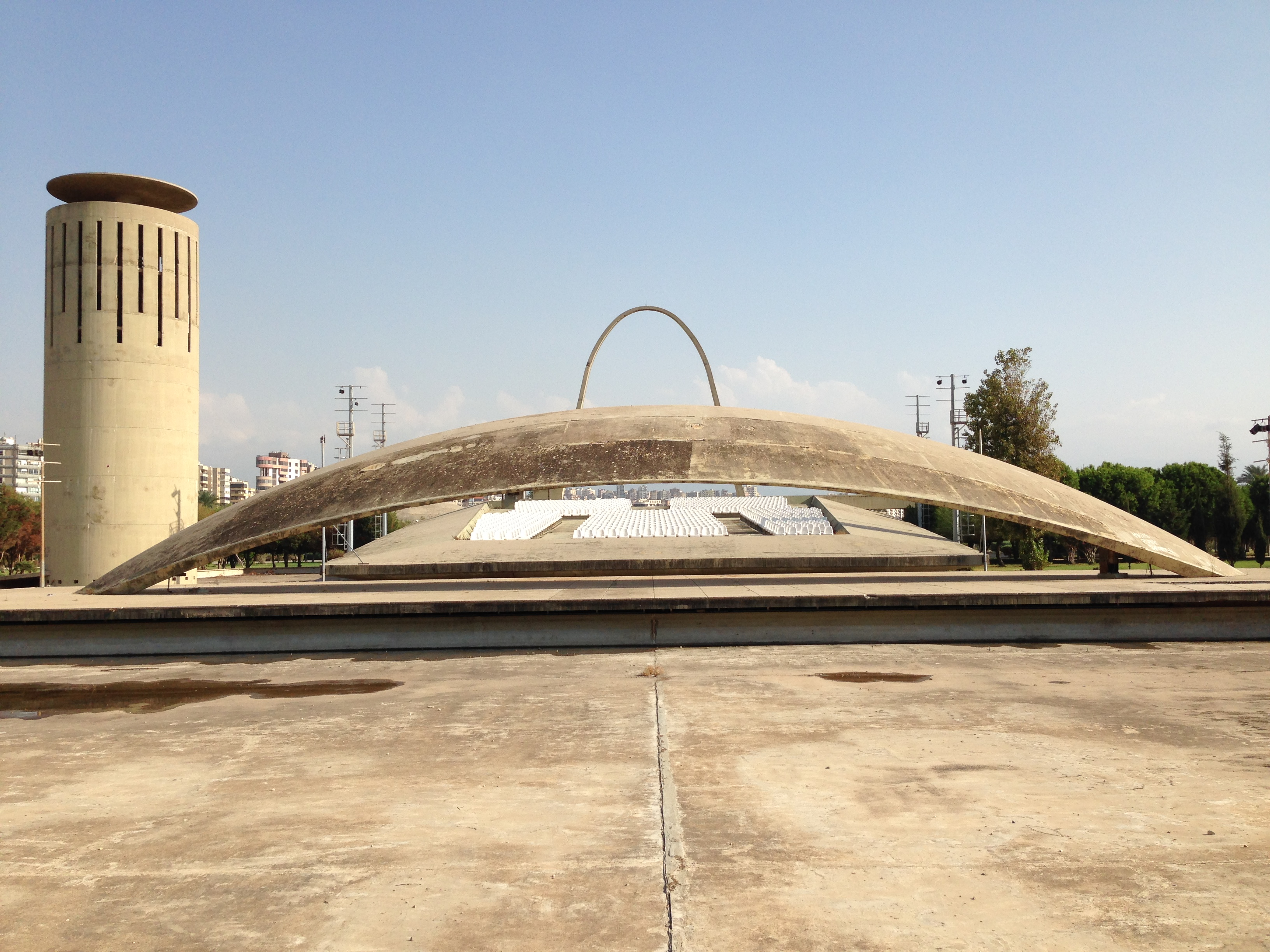
Le théâtre de plein air.